# Мамир (Іргізький район)
Мами́р (каз. Мамыр) — село у складі Іргізького району Актюбінської області Казахстану. Входить до складу Нуринського сільського округу.
Населення — 158 осіб (2021; 174 у 2009, 323 у 1999, 286 у 1989).